# Cata de Juanes
Cata de Juanes är en ort i Mexiko.   Den ligger i kommunen Vetagrande och delstaten Zacatecas, i den centrala delen av landet, 500 km nordväst om huvudstaden Mexico City. Cata de Juanes ligger 2 515 meter över havet och antalet invånare är 181.
Terrängen runt Cata de Juanes är kuperad åt sydost, men åt nordväst är den platt. Cata de Juanes ligger uppe på en höjd. Runt Cata de Juanes är det tätbefolkat, med 286 invånare per kvadratkilometer. Närmaste större samhälle är Zacatecas, 8,2 km söder om Cata de Juanes. Omgivningarna runt Cata de Juanes är i huvudsak ett öppet busklandskap.